# Dejan Nemec
Dejan Nemec, né le 1er mars 1977 à Murska Sobota, est un footballeur international slovène qui évoluait au poste de gardien de but.

## Carrière
Dejan Nemec commence sa carrière dans le club de sa ville natale, le NK Mura, là où il a effectué la fin de sa formation. En 2001, il est transféré au FC Bruges, un des trois grands clubs belges, pour y être la doublure de Dany Verlinden, et éventuellement devenir le gardien titulaire après sa retraite. Il joue très peu à Bruges, ce qui ne l'empêche pas de rester dans le groupe de l'équipe nationale slovène en tant que troisième gardien à la Coupe du monde 2002, rang qu'il occupait déjà à l'Euro 2000. Le 2 décembre 2002, il joue son seul match international contre le Honduras, match perdu 5-1. En janvier 2004, il est prêté pour six mois à l'Antwerp, mais ne joue aucun match. Face à l'arrivée de Tomislav Butina au Club de Bruges, il choisit de rentrer en Slovénie pour obtenir plus de temps de jeu. 
De 2004 à 2009, Dejan Nemec joue pour le NK Domžale, et remporte deux fois le championnat de Slovénie en 2007 et 2008. Après cinq saisons au club, il met un terme à sa carrière de joueur professionnel, mais continue de jouer comme amateur au ND Beltinci, un club de la région de Murska Sobota, qui évolue au sixième niveau hiérarchique en Slovénie.

## Palmarès
FC Bruges
- Vainqueur de la Coupe de Belgique en 2002.

 NK Domžale
- Champion de Slovénie en 2007 et 2008.
- Vainqueur de la Supercoupe de Slovénie en 2007.